# حادثه اوتفای
ماجرای اوتفای، که با عنوان «درام اوتفای» نیز شناخته می‌شود، یک حادثهٔ جنایی بود که در ۱۶ اوت ۱۸۷۰، در جریان یک جشنواره در روستای اوتفای در منطقه دوردونی فرانسه رخ داد. در این واقعه، آلن دو مونِی (به فرانسوی: Alain de Monéys)، یک اشراف‌زادهٔ جوان محلی، توسط جمعیت مورد ضرب و شتم و شکنجه قرار گرفت و در نهایت زنده زنده سوزانده شد.
این حادثه در بستر جنگ سال ۱۸۷۰ و هیجانات ناشی از آن در میان ساکنان این روستای کوچک روی داد. بر اثر یک سوءتفاهم ساده، آلن دو مونِی به اشتباه به‌عنوان یک پروسی شناخته شد و در نتیجه مورد لینچ قرار گرفت. وحشیگری این رویداد با شایعاتی که به شهردار نسبت داده شد — مبنی بر ارتکاب اعمال آدم‌خواری توسط روستاییان — شدت بیشتری یافت. از میان بیست‌ویک نفری که به قتل متهم شدند، چهار نفر به اعدام و یک نفر به کار اجباری محکوم شد.
چندین کتاب دربارهٔ این ماجرا نوشته شده‌اند. به‌گفته نویسنده ژرژ ماربک، این حادثه نمادی از قتل آیینی بز طلیعه است؛ در حالی که به باور تاریخ‌نگار آلن کُربِن، در کتاب «روستای آدمخواران»، ریشه‌های این رویداد بیشتر به بازنمایی‌های سیاسی رایج در میان کشاورزان منطقهٔ پریگو بازمی‌گردد؛ بازنمایی‌هایی که با اضطراب و ترس از توطئه‌ای از سوی جمهوری‌خواهان، اشراف و کشیشان برای سرنگونی امپراتور همراه بود.

## زمینه

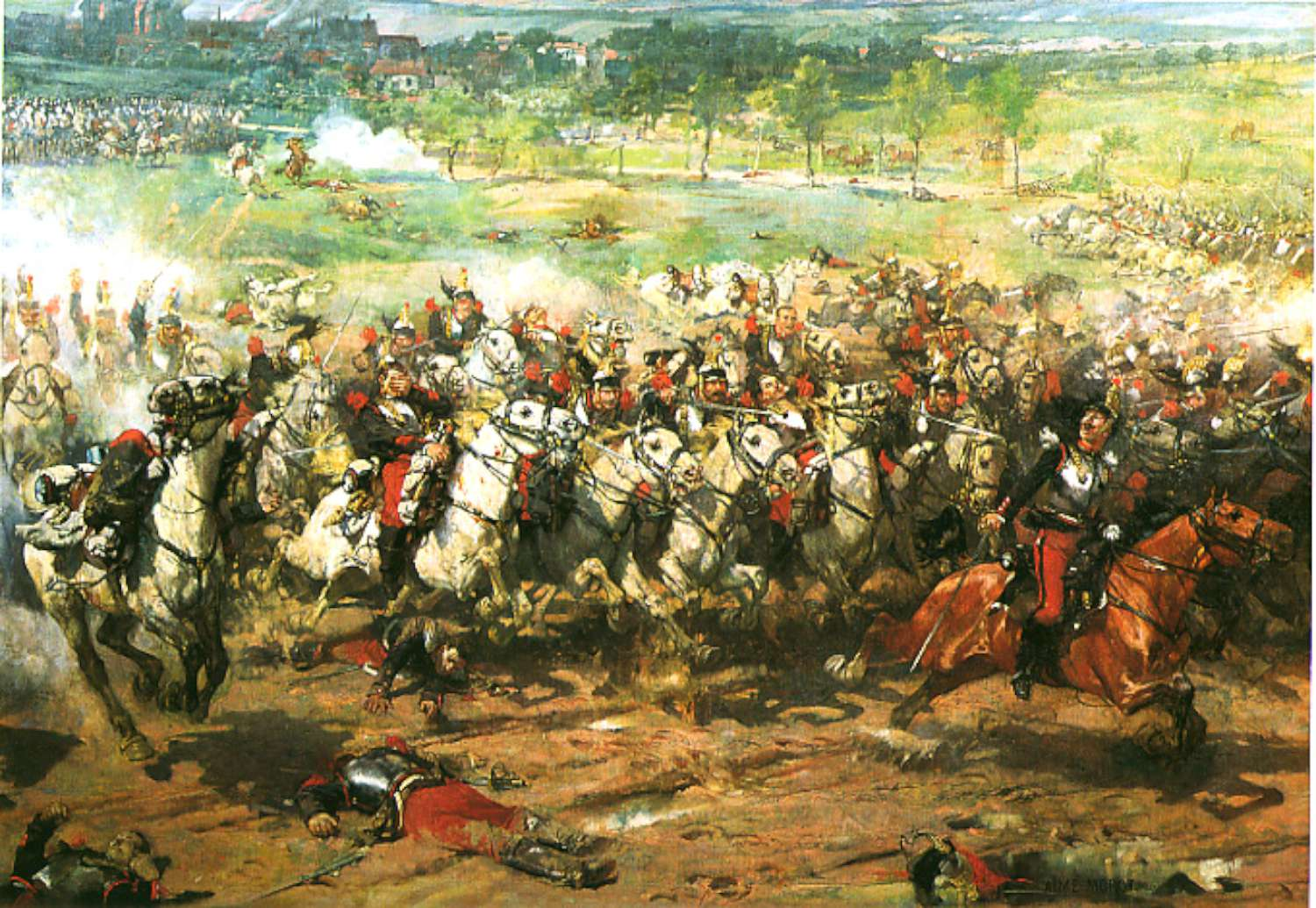
تصویری از نبرد وورث، منشأ سوء تفاهمی که منجر به لینچ شدن آلن دو مونی شد.

این ماجرا در اوت ۱۸۷۰، یک ماه پس از اعلام جنگ فرانسه علیه پروس در ۱۵ ژوئیه ۱۸۷۰، روی داد. نخستین اخبار مربوط به شکست‌های فرانسه در جبههٔ لورن — در ویسنبورگ، فورباخ و وورث — در ۵ و ۶ اوت منتشر شد. به باور آلن کُربِن، تصمیم دولت برای محدود کردن اطلاع‌رسانی پس از این شکست‌ها، باعث گسترش شایعاتی دربارهٔ حضور جاسوسان پروسی در منطقه و نیز تبانی میان اشراف و کشیشان برای توطئه علیه امپراتوری و احیای نظام سلطنتی شد. این وضعیت به نگرانی عمومی و حتی ترس جمعی دامن زد.
چندین حادثهٔ مشابه نیز در این دوره رخ داد. برای نمونه، چند روز پیش از حادثه اوتفای، در شته لورو، یک کارمند راه‌آهن به ظن جاسوسی برای دشمن مورد تعرض قرار گرفت. این نگرانی‌ها و شایعات، از جمله شایعاتی بودند که در جریان جشنواره سالانه گاوداری اوتفای در میان روستاییان و بازدیدکنندگان پراکنده شد. این جشنواره، که محلی برای دیدار و دادوستد ساکنان روستا و بخش‌های اطراف بود، تحت تأثیر پیامدهای خشکسالی سال ۱۸۷۰ نیز قرار گرفته بود.
زمینهٔ سیاسی کلی در منطقه دوردونی با اوضاع وخیم اقتصادی کشاورزان همراه شده بود. در تابستان ۱۸۷۰، منطقه برای چندین ماه از کمبود باران و دمای بالای هوا رنج می‌برد؛ وضعیتی که به دام‌ها و محصولات کشاورزی آسیب زیادی وارد کرده بود. در ۱۶ اوت، روز برگزاری جشنواره اوتفای، که معمولاً روز پررونقی برای فروش بود، معاملات بسیار ضعیفی انجام گرفت. این وضعیت در کنار اخبار جنگ، به ایجاد فضایی پرتنش منجر شد. هوای بسیار گرم و مصرف نوشیدنی‌های الکلی همچون پیکت همراه با جنیور، شراب نوا، پینو یا ابسنت توسط برخی کشاورزان و صنعتگران حاضر در جشنواره، بر شدت این شرایط افزود.

## ماجرا

### شخصیت‌های اصلی

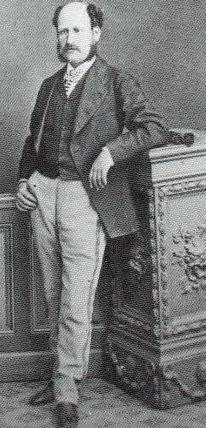
قربانی، آلن دو مونی.

قربانی این ماجرا، آلن رومیال دو مونی دوردیر(به فرانسوی: Alain Romuald de Monéys d'Ordières)، پسر اَمِده دو مونی، شهردار پیشین بوساک بود. او ادارهٔ املاک شاتو دو برِتانژ، بین اوتفای و بوساک، را برعهده داشت. آلن دو مونی، مردی مجرد و ۳۲ ساله، به دلیل شرایط جسمانی خود از خدمت وظیفه عمومی معاف شده بود و در نتیجه، مشمول فراخوان عمومی پس از تهدید پروس در ۱۸۷۰ نمی‌شد. با این حال، وی با ابراز تمایل به پیوستن به ارتش برای دفاع از کشور، این معافیت را لغو کرد و تصمیم داشت به‌زودی عازم جبههٔ لورن شود. او از ۱۸۶۵ عضو شورای شهرداری بوساک بود و به‌عنوان معاون اول شهردار فعالیت می‌کرد. خانواده‌اش مالک ۸۰ هکتار زمین در اوتفای بودند. به عنوان مدیر املاک، او در جشنوارهٔ اوتفای در ۱۶ اوت ۱۸۷۰ حضور یافت.
عاملان اصلی این فاجعه، که در دادگاه به این عنوان معرفی شدند، ساکنان اوتفای و روستاهای اطراف بودند که برای شرکت در جشنواره آمده بودند. این افراد عبارت بودند از: فرانسوا شامبُر، ۳۳ ساله، نعل‌بند اهل پووریه در کمون سوفرینیاک (شارنت)، در فاصله ۹ کیلومتری از بوساک (که به عنوان رهبر گروه شناخته شد؛ او قربانی را — همچون سایر مهاجمان اصلی — شخصاً نمی‌شناخت)؛ لئونار معروف به «پیاروتی»، ۵۳ ساله، کهنه‌فروش اهل نونترونو؛ پی‌یِر بوئیسون معروف به «آرنو» یا «لیرو»، ۳۳ ساله، کشاورز؛ فرانسوا مِزیِر معروف به «سیلو»، ۲۹ ساله، زارع مشارکتی؛ و برادران اتین و ژان کامپو، کشاورزان اهل مَنزاک.
افرادی که کوشیدند از آلن دو مونی دفاع کنند عبارت بودند از: پدر ویکتور سن‌پاستور، کشیش روستای اوتفای؛ فیلیپ دوبوا، اره‌بر اهل اوتفای؛ ژرژ ماتیو، صنعتگر اهل بوساک و خواهرزاده برنار ماتیو، شهردار اوتفای؛ و پاسکال، خدمتکار املاک شاتو دو برِتانژ.

### نخستین حادثه
ماجرا با رخدادی پیرامون کامی دو مایار دو لافایه آغاز شد؛ مردی ۲۶ ساله، پسر شهردار بوساک و پسرعموی آلن دو مونی، که به دیدگاه‌های مشروعه خواهی خود شناخته می‌شد. او قربانی نخستین سوءتفاهمی شد که هرچند شخصاً برای او پیامد جدی نداشت، اما سرنوشت آلن دو مونی را تحت تأثیر قرار داد.
پس از خواندن گزارش‌هایی دربارهٔ نبرد وورث، مایار اعلام کرد که ارتش فرانسه ناچار به عقب‌نشینی شده است. او بلافاصله از سوی اهالی محلی به ترویج اخبار جعلی و همکاری با پروسی‌ها متهم شد. هنگامی که تلاش کرد توضیح دهد و سخنانش را روشن کند، متهم شد که فریاد زده است: «زنده باد جمهوری!» با شعله‌ور شدن خشم جمعیت، دشمنی علیه او شدت گرفت؛ با این حال، توانست به کمک یکی از زارعان مستأجرش بگریزد.
در جریان دادگاه، یکی از قاتلان آلن دو مونی، فرانسوا مِزیِر، اظهار داشت که چند روز پیش‌تر، در ۹ اوت و در جریان جشنواره‌ای در شارا، از مایار شنیده بود که گفته است: «امپراتور شکست خورده، دیگر فشنگی ندارد» و ابراز تأسف کرده بود که نتوانسته در همان روز «کارش را با او یکسره کند». به گفته تاریخ‌نگار آلن کُربِن، این امر نشان می‌دهد که قتل آلن دو مونی در ۱۶ اوت تا حدودی از پیش طراحی شده بود. از دید کُربِن، فرار مایار باعث شد روستاییانِ مشکوک و خشمگین، کینه خود را متوجه دو مونی کنند و او را به عنوان قربانی برگزینند.

### دومین حادثه
آلن دو مونی حوالی ساعت دو بعدازظهر، زمانی که کامی دو مایار پیشتر فرار کرده بود، به محل برگزاری جشنواره اوتفای رسید. اندکی پس از ورود به محل، گروهی از کشاورزان مسلح به چوب را مشاهده کرد. در جستجوی دلیل این وضعیت، از یک دوره‌گرد به نام برتنو، ملقب به «مکزیکی» (به سبب شرکتش در کارزار مکزیک)، پرسید که چه اتفاقی افتاده است. برتنو مدعی شد که مایار فریاد زده است: «مرگ بر ناپلئون! زنده باد جمهوری!»
آلن دو مونی، که سخنان برتنو را باور نکرده بود، همراه او به محل حادثه رفت تا از شاهدان دیگر دربارهٔ درستی ادعا پرس‌وجو کند. شاهدانی همچون لو کوسو، پینار، مِزیِر، برادران کامپو و بوئیسون، گفته‌های برتنو را تأیید کردند. گروهی از حاضران گرد دو مونی جمع شدند، در حالی که او همچنان به دفاع از پسرعمویش ادامه می‌داد.
آلن دو مونی که همچنان از پذیرش این که مایار چنین سخنانی گفته باشد، امتناع می‌کرد، توسط جمعیتی رو به رشد و خصمانه‌تر مورد سرزنش قرار گرفت. برخی او را با مایار اشتباه گرفته و متهم کردند که خود شعار «زنده باد جمهوری» سر داده، خائن و پروسی است. با وجود انکارهای مکررش — که اعلام می‌کرد از حامیان کشاورزان است و قصد دارد برای جنگ با پروسی‌ها به ارتش بپیوندد — گروه نخستین تهدیدها به مرگ را مطرح کرد و نخستین ضربات را به او وارد آورد.

### شکنجه

#### تلاش برای دار زدن
با وجود تلاش‌های آلن دو مونی برای روشن ساختن سوءتفاهم و اثبات حسن نیت خود، او خود را در میان کشاورزانی یافت که هر لحظه خشمگین‌تر می‌شدند. یکی از آنان، بوئیسون، فریاد زد: «او یک پروسی است، باید دارش بزنیم، باید بسوزانیمش!» برادران کامپو نخستین ضربه‌ها را وارد کردند و این عمل، آغازگر خشم جمعی شد. آلن دو مونی در حالی که از ضربات محافظت می‌کرد و برای آرام کردن جمعیت فریاد می‌زد: «زنده باد امپراتور!»، به سرعت تحت محاصره و ضرب و شتم قرار گرفت.
پدر پاستور، کشیش اوتفای، با تپانچه‌ای در دست وارد عمل شد تا به او کمک کند. اما در مواجهه با عزم مهاجمان، و با درک این که خودش نیز ممکن است قربانی خشم فزاینده جمع شود، به خانهٔ خود پناه برد. او کوشید با پیشنهاد «نوشیدن به سلامتی امپراتور»، حواس جمعیت را پرت کند، که برخی نیز با این پیشنهاد همراهی کردند.
فیلیپ دوبوا و ژرژ ماتیو، برادرزادهٔ شهردار دهکده نیز وارد میدان شدند و تلاش کردند آلن دو مونی را از دست حملات پیاپی کشاورزان برهانند؛ اما آنها هم در برابر هجوم جمعیت تاب نیاوردند و نتوانستند از این اشراف‌زاده که پیش‌تر زیر لگدها، چوبدستی‌ها و سیخ‌های آهنی مجروح شده بود، محافظت کنند. آنان کوشیدند او را به خانه شهردار، برنار ماتیو، ببرند؛ اما شهردار، بیمناک از این که جمعیت خشمگین خانه‌اش را ویران کند، از ورود آنان جلوگیری کرد.
محافظان دیگر قادر به کنترل جمعیت نبودند. مِزیِر و بوئیسون بار دیگر قربانی را به دست خشم دهقانان، که حالا از شراب کشیش نیز مست شده بودند، سپردند.
گروه، به رهبری شامبُر، در ابتدا قصد داشت آلن دو مونی را نزد مقامات تحویل دهد؛ اما در مواجهه با بی‌عملی شهردار روستا، تصمیم گرفتند او را از درخت گیلاس بیاویزند. آلن کُربِن خاطرنشان می‌کند که فقدان اقتدار شهردار در این مرحله باعث شد شامبُر به رهبر عملیات انتقام‌جویانه بدل شود؛ تا آنجا که خود را عضو شورای روستا معرفی کرد و به این بهانه دست به ابتکار عمل زد.
تلاش برای دار زدن به دلیل شکنندگی شاخه‌های درخت ناموفق ماند؛ و تصمیم بر آن شد که او را با ضرب و شتم به قتل برسانند.

#### شکنجه‌ها
از این لحظه به بعد، تصمیم بر این شد که پیش از کشتن آلن دو مونی، شکنجهٔ او طولانی‌تر شود. شامبُر جمعیت را تحریک کرد و گفت: «پیش از آنکه این پروسی را بکشیم، باید عذابش بدهیم.»
شکنجه‌گران برای لحظاتی دست از ضرب و شتم کشیدند، اما سپس دوباره حمله را از سر گرفتند. آلن دو مونی را به اتاقی بردند که به عنوان کارگاه شهردار، که نعل‌بند نیز بود، مورد استفاده قرار می‌گرفت. مهاجمان او را با بندهایی محکم به چهارچوب نگهدارندهٔ دام بستند، در حالی که بوییه، ملقب به «دژونا»، با سُم حیوانات و چوبدستی‌ها به شدت به صورت و پاهایش ضربه می‌زد.
آلن کُربِن اشاره می‌کند که اطلاعات کمی از این بخش حادثه در بازجویی‌ها و شهادت‌ها ثبت شده است. در این میان، پاسکال، خدمتکار خانوادهٔ دو مونی، که در راه پیوستن به اربابش در محل نمایشگاه بود، با شنیدن فریادها و به هشدار ژرژ ماتیو و دوبوا، به کارگاه شتافت تا اربابش را نجات دهد. او از غیبت موقت مهاجمان استفاده کرد.
اما بازگشت گروه، تلاش جدید برای نجات را نقش بر آب کرد. بار دیگر، آلن دو مونی به شدت کتک خورد؛ پیاروتی با قلاب ترازو ضربهٔ محکمی به سر او وارد کرد که برخی از شاهدان آن را ضربهٔ مرگبار دانستند.
با اصرار محافظان قربانی، شهردار پذیرفت که او را در انبار کاه پناه دهد. آلن دو مونی به کمک دوبوا پناه گرفت و تحت مراقبت قرار گرفت. در کیفرخواست آمده که در این لحظه «او گمان می‌کرد نجات یافته است. از ما خواست یک بشکه شراب بخریم تا به تعقیب‌کنندگانش بدهیم.» اما فشار بیرونی جمعیت، به رهبری شامبُر، سرانجام در را شکست؛ درست زمانی که آلن دو مونی به توصیهٔ دوبوا می‌کوشید با تعویض لباس‌هایش با یک روپوش ساده، به صورت ناشناس بگریزد.
برادران کامپو بار دیگر او را گرفتند و به دست دهقانان خشونت‌طلب سپردند، که حالا دیگر شدت خشونتشان به اوج رسیده بود. شاهدان گفتند سر آلن دو مونی «شبیه یک گوی خون» شده بود.
او را به میدان بردند، اما دوبوا تلاش کرد او را به مهمانخانه ببرد. مهمانخانه‌دار در را بست و پای قربانی را که در آستانه ورود بود، له کرد؛ بر اثر درد فرو افتاد. همه گمان کردند او مرده است؛ اما برخلاف انتظار، با یک حرکت ناگهانی، آلن دو مونی برخاست، به سمت یک انبار رفت، میله‌ای برداشت و آن را به سوی جمعیت خشمگین نشانه رفت.
ژان کامپو به راحتی او را خلع سلاح کرد و میله را علیه خود او به کار برد. قربانی را زیر یک گاری کشاندند. پس از بیرون آوردنش، پیر بوئیسون میله را بر پشت گردن او کوبید؛ و این، به گفتهٔ شاهدان، ضربهٔ نهایی بود.
به احتمال زیاد، از این لحظه به بعد، قربانی یا در حال مرگ بود یا جان داده بود؛ اما جمعیت همچنان بر جسد خشمگینانه می‌تاخت، و هر کسی می‌خواست در قتل او سهیم باشد. این قتل‌عام حدود ده دقیقه به طول انجامید.
کُربِن اشاره می‌کند که به جز قلاب پیاروتی و یک چنگک، هیچ سلاح بُرنده‌ای — نه چاقو و نه تبر — به کار نرفت. پس از ضرب و شتم بدن، مِزیِر و ژان کامپو هر یک پای قربانی را گرفتند تا او را قطعه قطعه کنند، اما تنها موفق شدند کفش‌هایش را از پا درآورند.

### سوزاندن
مِزیِر و کامپو، هرکدام یکی از پاهای آلن دو مونی را گرفتند و او را به سمت یک برکهٔ خشکیده، که محلی‌ها آن را «دریاچهٔ خشک» (به فرانسوی: le lac desséché) می‌نامیدند و معمولاً جشن شب سن ژان را در آنجا برگزار می‌کردند، کشاندند. جمعیتی از دهقانان و شهردار — با حمایل رسمی‌اش — آن‌ها را همراهی می‌کردند.
آلید دوسولیه، دوست کودکی آلن دو مونی، که روز بعد، از محل بازدید کرد، این صحنه را در متنی در سال ۱۸۷۴ چنین به یاد آورد:
«او را از پا روی کوچه‌های باریک روستا می‌کشیدند، سر خونینش بر سنگفرش‌ها می‌کوبید و بدن زخمی‌اش با هر ضربه از زمین بلند می‌شد و می‌افتاد. در همین حال، جمعیت فریاد می‌زد: زنده باد امپراتور! زنده باد امپراتور!»
وقتی به محل رسیدند، جلادان بدن دو مونی را به داخل برکه‌ خشک شده انداختند. به فرمان شامبُر، دسته‌های چوب، شاخه‌ها و خرده‌ریزهای دیگر را جمع‌آوری کردند. شامبُر یک بسته کاه از یک کشاورز گرفت و وعده داد که هزینهٔ آن را امپراتور پرداخت خواهد کرد.
دسته‌های چوب و کاه روی بدن قربانی — که به گفتهٔ برخی شاهدان هنوز تکان می‌خورد — ریخته شد و شامبُر و کامپو آن‌ها را کوبیدند تا آتش بهتر بگیرد.
دوبوا برای آخرین بار تلاش کرد تا جلوی این فاجعه را بگیرد، اما یک گروه ده‌نفره از دهقانان او را دنبال کردند و مجبورش کردند عقب‌نشینی کند.
چون کبریت در دسترس نبود، شامبُر یا خودش کبریت آورد یا از پسری به نام تیباسو خواست که کبریت بیاورد. سپس از سه کودک خواست که دسته‌های چوب و کاه را آتش بزنند.
تودهٔ هیزم شعله‌ور شد و جمعیت با فریاد «زنده باد امپراتور!» ابراز شادی کرد.
مردی به نام دوروله در حال سوختن جسد گفت: «ببین چقدر خوب کباب می‌شود!»
مرد دیگری به نام پی‌یِر بِس، وقتی دید چربی بدن قربانی در آتش می‌چکد، افزود: «حیف این همه چربی که هدر می‌رود!»
و دیگری با آتشِ شعله‌های جسد سیگارش را روشن کرد.
آلن کُربِن یادآوری می‌کند که دقیقاً دو ساعت از آغاز شکنجه تا این پایان فاجعه‌بار سپری شد. او توضیح می‌دهد که این مدیریت ضمنی زمان، با نیتی حساب‌شده انجام شده بود تا مسئولیت جمعی در جرم تقسیم شود و همه بتوانند در این لینچ کردن شرکت داشته باشند.

## پس از لینچ کردن

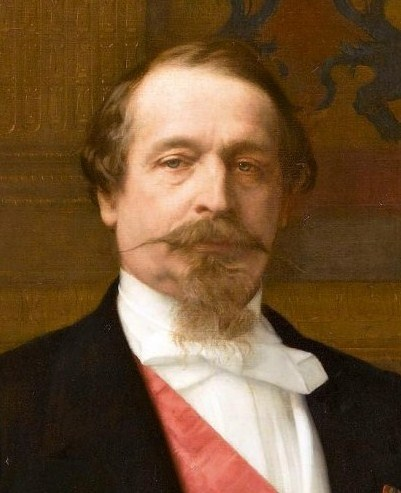
امپراتور ناپلئون سوم.

### واکنش‌ها و پیامدها
در همان شب فاجعه، مردم محلی از اتفاقات اوتفای باخبر شده بودند. بعضی از عاملان با افتخار دربارهٔ کارهایشان صحبت می‌کردند: پیاروتی از سه ضربه‌ای که با ترازو به قربانی زده بود تعریف می‌کرد، و خانم آنتونی نقل کرد که زارع مستأجرش، مِزیِر، پس از بازگشت از اوتفای، شادمانه گفته بود:
«بله، ما آن پروسی را کشتیم و سوزاندیم. من هم او را زدم و پشیمان نیستم. او نمی‌خواست فریاد بزند "زنده باد امپراتور!"»
برخی دیگر به امید دریافت پاداش بودند: پی‌یِر سارلا و سنگ‌تراشی به نام فرانسوا شوله معتقد بودند که بابت سوزاندن مونی، از سوی امپراتور پول دریافت خواهند کرد.
اربابان اطراف که از این ماجرا به وحشت افتاده بودند، از بازگشت شورش‌های دهقانی (ژاکری‌ها) ترسیدند. برخی از جمله خانوادهٔ مونی گروه‌های دفاعی تشکیل دادند تا در صورت حملهٔ احتمالی دهقانان از خود دفاع کنند. این ترس حتی به شهر نونترون نیز سرایت کرد؛ شهری که از تکرار شورش‌های «کرکان» که در قرن هفدهم منطقهٔ پریگو را درگیر کرده بود، بیم داشت.
ماربک یادآور شد که روان‌هراسی از «نجیب‌زادگان پروسی» که ریشهٔ این لینچ کردن بود، با روان‌هراسی از «چنگک‌های برافراشته» (کنایه از شورش دهقانان) همراه شده بود.
دو روز پس از حادثه، مطبوعات منطقه‌ای خبر فاجعه را منتشر کردند: نشریهٔ «لو شارنته» در ۱۸ اوت و سپس «لو نونترونه» در ۲۰ اوت، این رویداد را اعمال وحشیانه و بربرمنشانه توصیف کردند؛ به طوری که «لو نونترونه» دهقانان را «آدم‌خواران» خواند.
مطبوعات ملی هم ماجرا را پوشش دادند: روزنامهٔ «لو مونیتر یونیورسل» در ۲۳ اوت گزارش مربوط را منتشر کرد.
ماجرا به دولت هم رسید. در ۲۰ اوت، وزیر کشور، آنری شوورو، در پاسخ به سؤال یکی از نمایندگان دربارهٔ شورش‌های دهقانی کشور، فاجعهٔ اوتفای را محکوم کرد و گفت:
«اخیراً عمل وحشیانه‌ای در نونترون رخ داده که شایستهٔ محکومیت عمومی است. در میان جمعیتی که شهامت جلوگیری از چنین جنایت نفرت‌انگیزی را نداشت، یک شهروند زنده سوزانده شد.»
در ۲۷ اوت، بر اساس حکمی که در ۲۴ اوت صادر شده بود، برنار ماتیو توسط فرماندار دوردونی از سمت شهرداری اوتفای برکنار شد و به‌طور موقت الی موندوت، عضو شورای شهر، جای او را گرفت.
با سقوط امپراتوری، شدت محکومیت‌ها بیشتر شد: آلید دوسولیه که به عنوان معاون جمهوری‌خواه فرمانداری دوردونی منصوب شده بود، روستای اوتفای را مرکز شورش‌های بوناپارتیستی دانست و به فرماندار پیشنهاد کرد که نام این روستا را حذف کرده و آن را به بخش نونترون ملحق کنند.
این پیشنهاد به وزیر کشور ارائه شد، اما به دلیل مخالفت شهردار موقت و سپس مارسیال ویار، شهردار جدید — که استدلال کرد قانون تنها مسئولیت کیفری فردی را به رسمیت می‌شناسد و نمی‌توان کل یک روستا را بابت کارهایی که همهٔ عاملانش اصالتاً اهل اوتفای نبودند، مجازات کرد — این پروژهٔ تغییر نام روستا کنار گذاشته شد.

### شایعات آدم‌خواری
شکنجه در میان یک جشنوارهٔ دام برگزار می‌شد، و بسیاری از شرکت‌کنندگان از استعاره‌هایی دربارهٔ کشتار حیوانات و کشتن خوک‌ها استفاده می‌کردند؛ یکی از آن‌ها تعریف کرده بود:
«ما یه خوک حسابی رو تو اوتفای کباب کردیم.»
تصور دهقانان آدم‌خوار در رسانه‌ها شکل گرفت، به‌ویژه در نشریهٔ «لو نونترونه» در ۲۰ اوت، که شورشیان بازار دام را «آدم‌خوار» نامید؛ واژه‌ای که توسط روستاییان محلی و اشراف، از جمله عموی آلن دو مونی نیز بازگو شد. عموی مونی در نامه‌ای به تاریخ ۲۲ اوت، به تهدید «آدم‌خواران» اشاره کرده بود.
شایعهٔ آدم‌خواری در جریان دادگاه به‌طور مشخص‌تری شکل گرفت، بر اساس عباراتی که به دو نفر از عاملان حادثه نسبت داده شد. یکی از شاهدان، ژان مورل ۷۸ ساله که سقف‌ساز بود، ادعا کرد که شنیده بوده شهردار برنار ماتیو به جمعیتی که قصد داشتند قربانی را بسوزانند و بخورند، گفته بود:
«هر کاری دوست دارید بکنید، اگر می‌خواهید بخوریدش!»
اما در مواجهه با شهردار در دادگاه، ماتیو با شدت این اتهام را رد کرد و شاهد نیز اتهاماتش را پس گرفت.
پی‌یِر بِس هم در شهادتش گفت که از دیدن چکه کردن چربی بدن قربانی بدون اینکه بتواند آن را جمع کند، ابراز تأسف کرده بود. در جلسهٔ دادگاه، دو تخته‌سنگ صاف که روی آن‌ها آثار چربی دیده می‌شد، به عنوان مدرک ارائه شد.

### تحقیقات و دستگیری‌ها

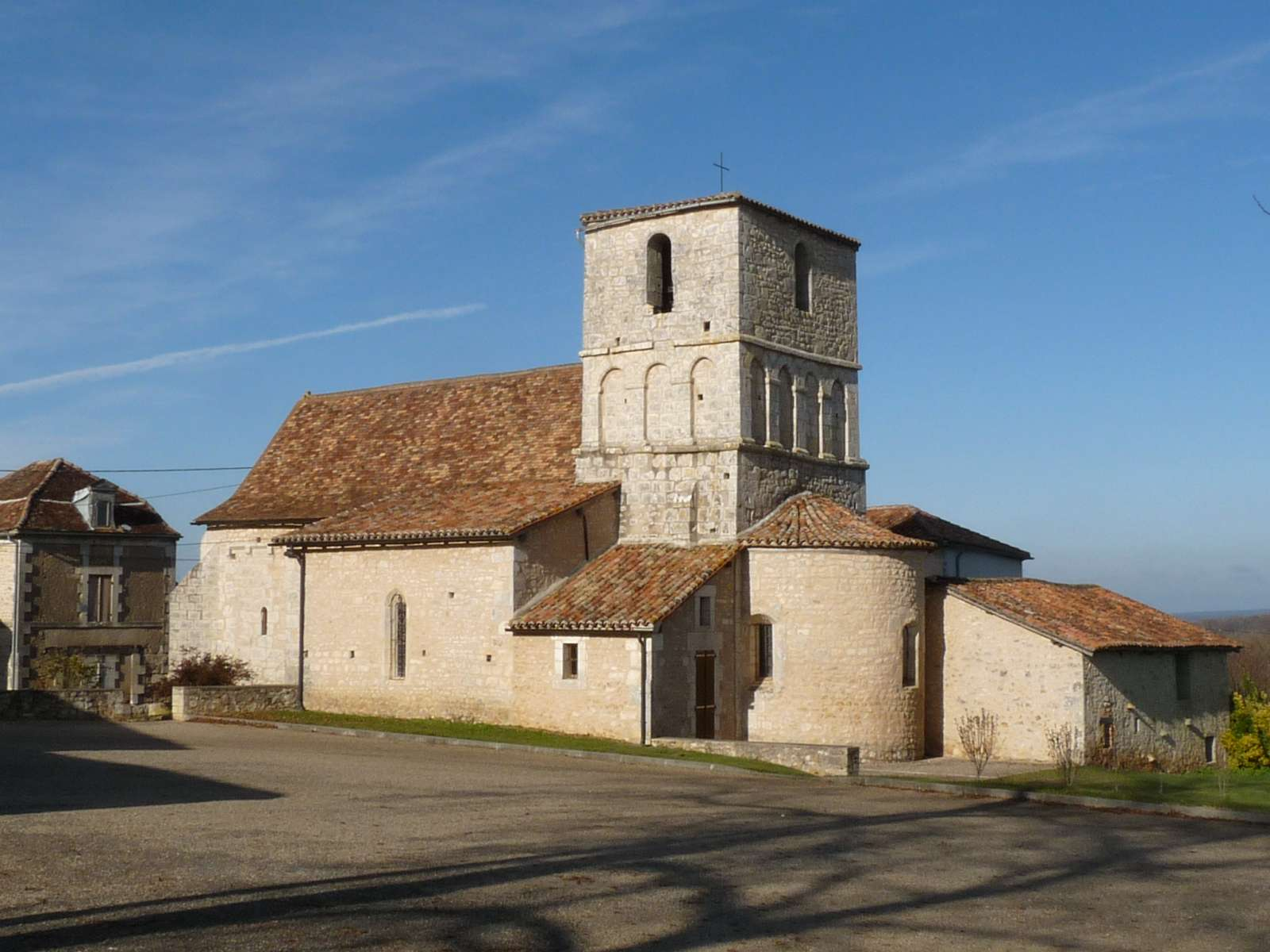
کلیسای اوتفای

جسد سوختهٔ آلن دو مونی در کلیسای اوتفای، بین دو ملحفه قرار داده شد.
در شامگاه ۱۶ اوت، روبی-پاویون که کالبدشکافی را انجام داده بود، گزارشی دربارهٔ وضعیت بدن نوشت:
«جسد تقریباً به‌طور کامل سوخته و به پشت افتاده، صورت کمی به سمت چپ به سوی آسمان چرخیده، پاها از هم باز شده، دست راست در بالای سر خشک شده، انگار در حال التماس، دست چپ به سمت شانهٔ چپ آورده شده و باز شده، گویی که درخواست بخشش دارد؛ چهره نشان‌دهندهٔ درد، تنه پیچ خورده و به عقب کشیده شده است.»
از بررسی جسد، پزشک نتیجه گرفت که قربانی در حالی که زنده بوده سوزانده شده و بر اثر خفگی و سوختگی مرده است. همچنین پیش از سوختن، با اشیای کند، تیز و نوک‌دار آسیب دیده بود.
ضربهٔ وارد شده به جمجمه توسط فردی که پشت سر مونی ایستاده بود، وارد شده بود، و قربانی زمانی که هنوز زنده بود، کشیده شده بود.
روبی-پاویون نتیجه گرفت که:
«ترکیب این جراحات، به‌طور اجتناب‌ناپذیری منجر به مرگ شده است.»
ژاندارم‌های نونترون که به صحنه و اطراف آن اعزام شده بودند، اولین بازداشت‌ها را انجام دادند. حدود پنجاه نفر دستگیر و توسط قاضی مارشنو مورد بازجویی قرار گرفتند.
در ۱۹ اوت، شارل بورو-لاژانادی، دادستان کل دادگاه سلطنتی بوردو، به صحنهٔ قتل آمد و مسئولیت تحقیقات را بر عهده گرفت.
در ۱۸ سپتامبر، متهمان زندان نونترون را به مقصد پریگو ترک کردند تا در جلسهٔ فوق‌العادهٔ دادگاه که برای ۲۶ سپتامبر برنامه‌ریزی شده بود، از اتهاماتشان آگاه شوند؛ اما جلسه تا ۱۸ اکتبر به تعویق افتاد.
آلسید دوسولیه بیانیه‌ای تنظیم کرد تا شایعات مربوط به این که متهمان پس از اعلام جمهوری مشمول عفو شده‌اند را تکذیب کند. این بیانیه در خیابان‌های نونترون نصب شد و نام متهمان را به ترتیب حروف الفبا فهرست کرد:
بیست و یک متهم امروز صبح تحت اسکورت ژاندارمری از زندان ما به مرکز اداره منتقل شدند.
1. بواوه (معروف به رومایاک)، اره‌بُر در ویو-ماروی
2. پی‌یِر بِس (معروف به دوروله)، حفار در جاورلاک
3. ژان برویه (معروف به دژونه)، مالک لز-گرزی، کمون فویاد (شارانت)
4. برو، َبنّا در فایمارتو، کمون اوتفای
5. پی‌یِر بوئیسون (معروف به لیرو)، در فویاد (شارانت)
6. اتین کامپو، کشاورز در لاشابری، کمون منزاک (شارانت)
7. ژان کامپو، کشاورز در لاشابری، کمون منزاک (شارانت)
8. شامبُر، آهنگر در پووریه، کمون سوفریگنک (شارانت)
9. پی‌یِر دُلاژ (معروف به لاژو)، کشاورز در دومه‌را، کمون گراساک (شارانت)
10. ژرار فیتو، معدنچی در فونتروباد، کمون لوساس-اِ-نونترونو
11. ژان فردریک، بنا در بوساک
12. لئونار لامونژی، کشاورز در گرند-ژیلو، کمون اوتفای
13. له‌شل (معروف به پینار)، کشاورز در فونتروباد، کمون لوساس
14. فرانسوا لئونار (معروف به پیاروتی)، زباله‌گرد در نونترونو، کمون لوساس
15. رولان لیکوین، کشاورز در فویاد (شارانت)
16. آندره لیما، (معروف به تیباسو)، از کمون منزاک (شارانت)
17. فرانسوا مِزیِر، کشاورز در پلامبو، کمون اوتفای
18. مورگه، در لا فورِه، کمون سوفریگنک
19. سالا پدر، کشاورز در گرند-ژیلو، کمون اوتفای
20. سالا پسر، کشاورز در گرند-ژیلو، کمون اوتفای
21. سارلا (معروف به لامی)، خیاط در نونترونو، کمون لوساس

بیست و یک متهم در ۱۳ دسامبر ۱۸۷۰ در دادگاه پریگو حاضر شدند.

### محاکمه‌ها و محکومیت‌ها
محاکمه از ۱۳ تا ۲۱ دسامبر ۱۸۷۰ در دادگاه شهر پریگو برگزار شد و با استقبال زیادی روبرو گردید. در نخستین روز دادگاه کیفرخواست، شامبُر، بوئیسون، ژان کامپو، لئونار ملقب به پیاروتی و مِزیِر را مسئول مستقیم قتل عمد معرفی کرد. سایر متهمان، از جمله برادر ژان کامپو، یعنی اتین، به جرم معاونت در قتل محاکمه شدند.
در روزهای بعد، تا ۱۷ دسامبر، به استماع شهادت شاهدان اختصاص یافت. یکی از مهم‌ترین شهادت‌ها مربوط به برنار ماتیو، شهردار پیشین بود. هم دادستان و هم وکلای مدافع بر نبود شجاعت و کوتاهی او در کمک به قربانی تأکید کردند، موضوعی که خانم آنتونی و سقف‌ساز ژان مورل نیز در اظهارات خود به آن اشاره کرده بودند.

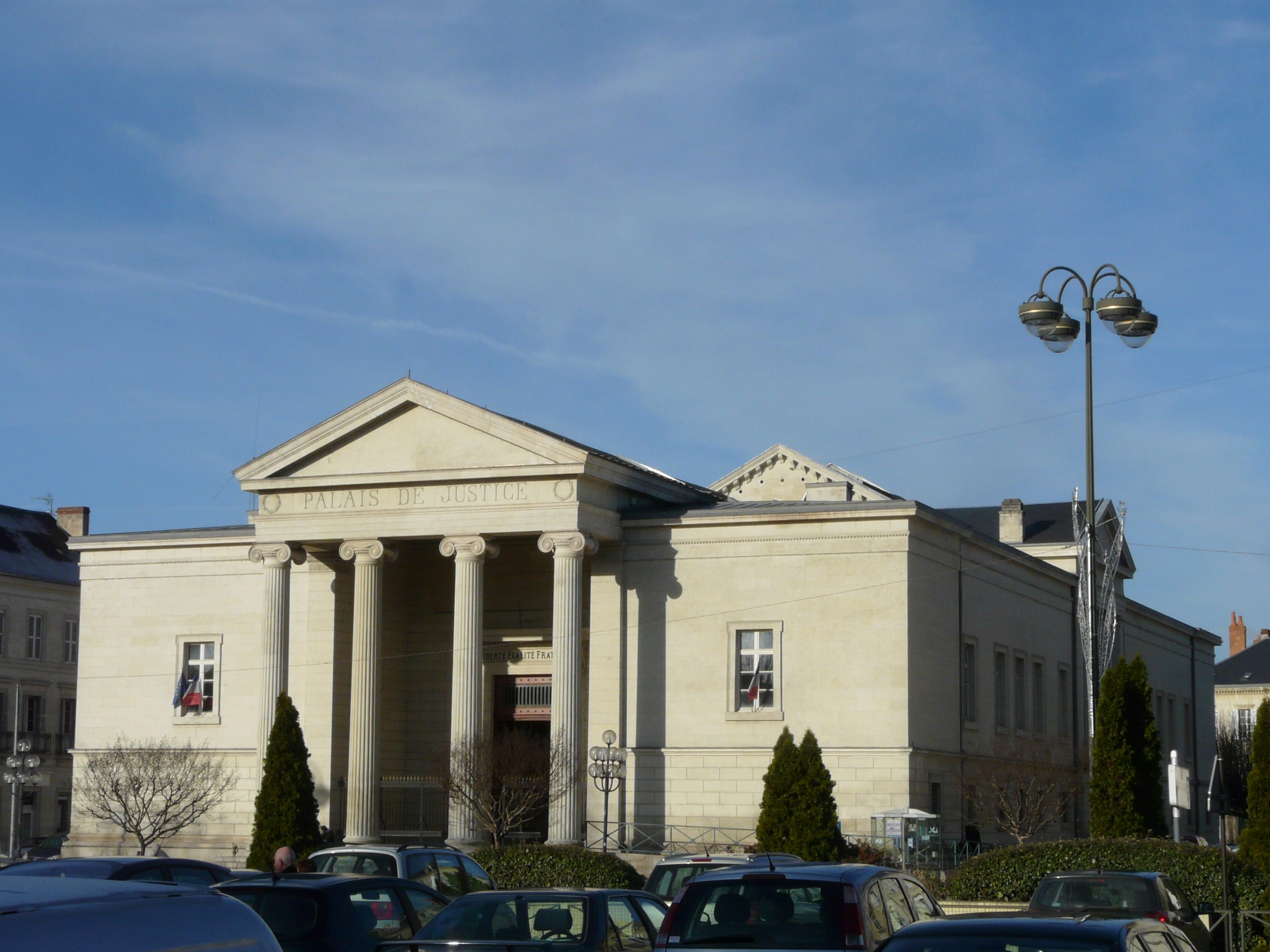
دادگاه پریگو، جایی که محاکمه در آن برگزار شد.

در جریان محاکمه، شواهد ارائه شد: دو سنگ از تلی که جسد بر آن سوزانده شده بود با لکه‌های چربی، قلاب‌ترازو متعلق به پیاروتی که به عنوان یکی از سلاح‌های قتل شناسایی شده بود، و شلاق‌سواری متعلق به آلن دو مونی.
در ۲۱ دسامبر، پس از شور هیئت منصفه، دادگاه شامبُر، بوئیسون، پیاروتی و مِزیِر را به اعدام محکوم کرد. حکم شد که اجرای اعدام در میدان اصلی روستای اوتفای صورت گیرد. ژان کامپو به دلیل اشتباه هیئت منصفه (که تخفیف مجازات با شش رأی، به جای هفت رأی لازم، پذیرفته شده بود)، به حبس ابد با کار اجباری در مستعمره کیفری کالدونیای جدید محکوم شد.
سایر متهمان، بسته به شدت جرمشان، به حبس با کار اجباری تا هشت سال یا حبس‌های کوتاه‌تر تا یک سال محکوم شدند. یکی از متهمان، تیبو لی‌مه (ملقب به تیباسو)، تبرئه شد، اما به دلیل سن پایین، تا بیستمین سال زندگی‌اش در کانون اصلاح و تربیت نگهداری گردید. در ۲۵ دسامبر، چند روز پس از پایان محاکمه، شهردار پیشین اوتفای، برنار ماتیو — که احتمالاً از شدت عذاب وجدان دچار افسردگی شده بود — در منطقه شارانت درگذشت.
در ۲۶ ژانویه ۱۸۷۱، درخواست فرجام‌خواهی چهار محکوم به اعدام توسط دیوان عالی رد شد، و درخواست عفو آنان که در ۳۰ ژانویه به وزارت دادگستری رسید نیز بی‌نتیجه ماند.
در ابتدا قرار بود گیوتین در محل سابق برکه خشک شده که آلن دو مونی در آنجا سوزانده شده بود نصب شود، اما به دلیل ناهمواری زمین، دار اعدام در بازار دام برپا گردید. در صبح ۶ فوریه، نیکلا روش، دستیار اول جلاد ژان-فرانسوا هایدنرایش، به علت عدم حضور وی، مسئولیت اعدام را برعهده گرفت. چهار محکوم به ترتیبِ زیر گردن زده شدند: ابتدا پیاروتی، سپس بوئیسون، مِزیِر و در نهایت شامبُر.

### بزرگداشت

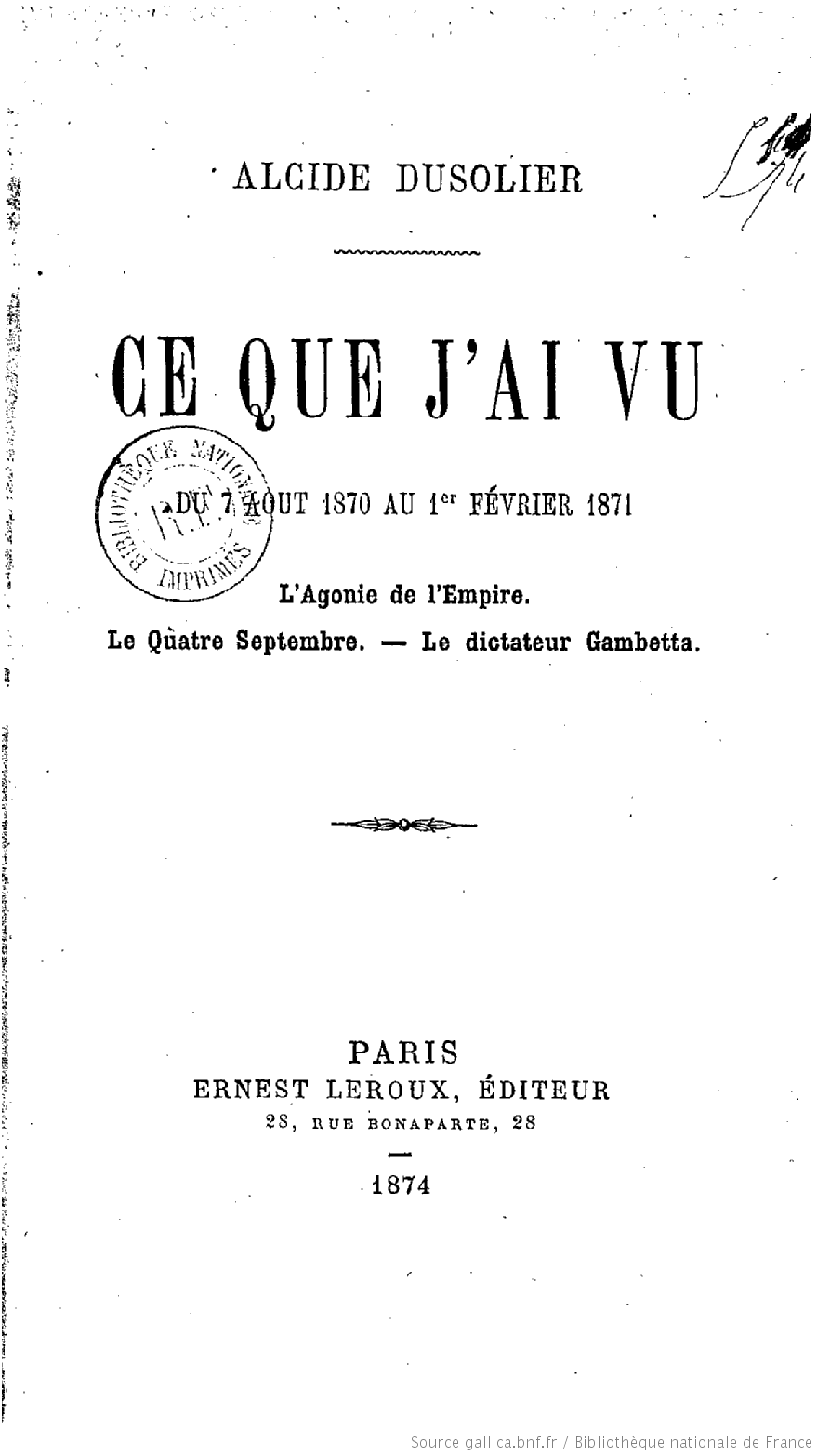
آلسید دو سولیه با انتشار کتاب اینجا چه کسی است؟ در ۱۸۷۴ ، یکی از اولین کسانی است که این ماجرا را دوباره بررسی می‌کند.

در ۱۹۵۳، نوئمی لاوو، آخرین شاهد زندهٔ ماجرای اوتفای، در سن ۹۲ سالگی درگذشت. یک قرن پس از این حادثه، در ۱۶ اوت ۱۹۷۰، مراسم دعای بخشایش در کلیسای اوتفای، با حضور بازماندگان قربانی و چهار محکوم به اعدام، برگزار شد.
فرانسیس دوناری، شهردار این روستا از ۱۹۷۷، پیشنهاد کرد که سنگ یادبودی به مناسبت این واقعه برپا شود، اما در ۲۰۰۹ از این طرح صرف نظر کرد، «چرا که هنوز احساس شرم در این روستا وجود دارد.»

## «حادثه اوتفای» در ادبیات
ژان تولی (به فرانسوی: Jean Teulé)، کاریکاتوریست، فیلم‌نامه‌نویس و رمان‌نویس فرانسوی در ۲۰۰۹ رمانی تاریخی با عنوان اگر دوست دارید او را بخورید (به فرانسوی: Mangez-le si vous voulez) منتشر کرد که بازسازی ادبی این فاجعه است و با نثری تند و گاه طنزآمیز، فضای جنون‌زده روز حادثه را به تصویر می‌کشد. این کتاب با عنوان «آدم‌خواران» توسط احسان کرم‌ویسی ترجمه و در نشر چشمه به چاپ رسیده‌است.

## همچنین ببینید
- لینچ‌کردن

- اوتفای

## یادکردها
1. ↑  Marbeck 1982, p. 8.
2. ↑  Corbin 1995, p. 59.
3. ↑  Corbin 1995, p. 63.
4. ↑  Corbin 1995, p. 88.
5. ↑  Guinot, Robert (June 26, 2009). "Autopsie d'une mort atroce et barbare". La Montagne (به فرانسوی)..
6. ↑  Marbeck 1982, p. 229–233.
7. 1 2 3  Corbin 1995, p. 90.
8. ↑  Corbin 1995, p. 89.
9. 1 2 3 4 5  Corbin 1995, p. 88–89.
10. ↑  Marbeck 1982, p. 255.
11. 1 2  Marbeck 1982, p. 256.
12. 1 2  Marbeck 1982, p. 257.
13. ↑  Corbin 1995, p. 94.
14. ↑  Corbin 1995, p. 103.
15. 1 2  Marbeck 1982, p. 266.
16. 1 2  Corbin 1995, p. 96.
17. 1 2 3  Corbin 1995, p. 97.
18. ↑  Marbeck 1982, p. 270.
19. 1 2  Corbin 1995, p. 99.
20. ↑  Marbeck 1982, p. 279.
21. ↑  Corbin 1995, p. 106.
22. ↑  Corbin 1995, p. 101.
23. ↑  Marbeck 1982, p. 281.
24. ↑  Marbeck 1982, p. 292.
25. ↑  Dusolier 1874, p. 17.
26. 1 2  Marbeck 1982, p. 282.
27. 1 2  Corbin 1995, p. 109.
28. ↑  Marbeck 1982, p. 283.
29. ↑  Marbeck 1982, p. 284.
30. 1 2  Corbin 1995, p. 111.
31. ↑  Corbin 1995, p. 107.
32. ↑  Marbeck 1982, p. 290.
33. ↑  Corbin 1995, p. 113.
34. ↑  Marbeck 1982, p. 289.
35. ↑  Corbin 1995, p. 140.
36. ↑  Marbeck 1982, p. 294.
37. 1 2 3 4  Corbin 1995, p. 148.
38. ↑  Corbin 1995, pp. 110–111.
39. ↑  Marbeck 1982, p. 348.
40. ↑  "Hautefaye case". Wikipedia (به انگلیسی). 2025-04-20.
41. ↑  "Hautefaye case". Wikipedia (به انگلیسی). 2025-04-20.
42. ↑  "Hautefaye case". Wikipedia (به انگلیسی). 2025-04-20.
43. ↑  "Hautefaye case". Wikipedia (به انگلیسی). 2025-04-20.
44. ↑  "Hautefaye case". Wikipedia (به انگلیسی). 2025-04-20.
45. ↑  "Hautefaye case". Wikipedia (به انگلیسی). 2025-04-20.
46. ↑  "Hautefaye case". Wikipedia (به انگلیسی). 2025-04-20.
47. ↑  "Hautefaye case". Wikipedia (به انگلیسی). 2025-04-20.
48. ↑  "Hautefaye case". Wikipedia (به انگلیسی). 2025-04-20.
49. ↑  "Hautefaye case". Wikipedia (به انگلیسی). 2025-04-20.
50. ↑  "Hautefaye case". Wikipedia (به انگلیسی). 2025-04-20.
51. ↑  "Hautefaye case". Wikipedia (به انگلیسی). 2025-04-20.
52. ↑  "Hautefaye case". Wikipedia (به انگلیسی). 2025-04-20.
53. ↑  "Hautefaye case". Wikipedia (به انگلیسی). 2025-04-20.
54. ↑  "Le Point – Actualité Politique, Monde, France, Économie, High-Tech, Culture". Le Point.fr (به فرانسوی). Retrieved 2025-04-28.
55. ↑  "Eat Him if You Like". Goodreads (به انگلیسی). Retrieved 2025-04-29.